# Wyświetlacz fluorescencyjny

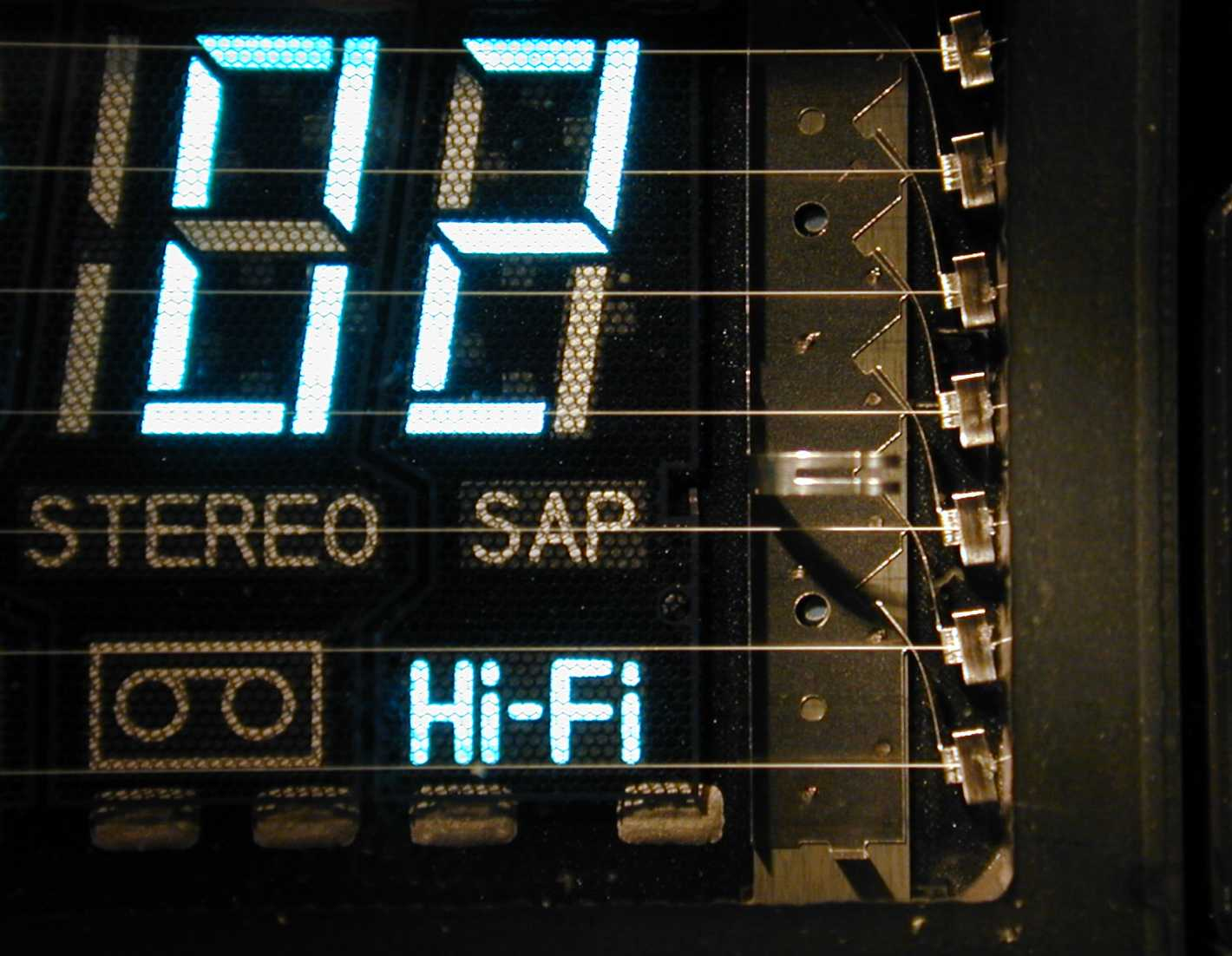
Przybliżenie fragmentu wyświetlacza VFD, widoczny świecący luminofor i włókna żarzenia (katody) naprężane przez metalowe sprężyny z prawej strony

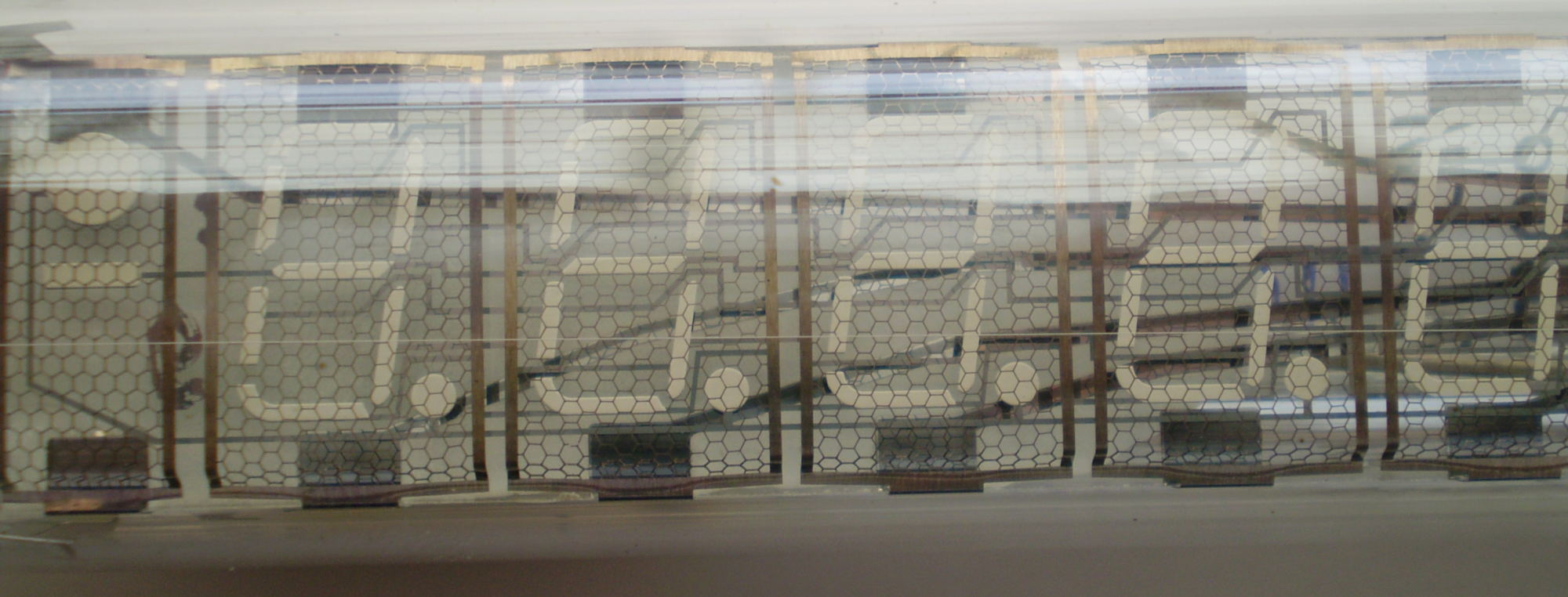
Radziecki wyświetlacz ИВ-18, widoczne anody, siatki, katody, podłoże ze ścieżkami łączącymi anody i siatki

Wyświetlacz fluorescencyjny, Wyświetlacz VFD (ang. Vacuum Fluorescent Display) – próżniowa lampa elektronowa, wyświetlacz działający na zasadzie fluorescencji bombardowanego elektronami luminoforu.

## Zasada działania
Katody są wytwarzane w postaci wolframowych przewodów, pokrytych tlenkami metali ziem alkalicznych, zasilanych napięciem o wartości kilku woltów i umieszczane z przodu wyświetlacza (widoczne w ciemności jako ciemnoczerwone linie). Katody emitują elektrony, które przelatują przez cienką metalową siatkę (mającą na celu rozproszenie oraz kontrolę elektronów), zasilaną w danej chwili dodatnim względem katody napięciem, uderzając w umieszczone pod nią anody, ale tylko w te, o dodatnim potencjale elektrycznym. Pozostałe siatki i anody ze względu na brak odpowiedniego potencjału odpychają elektrony.
W wyniku bombardowania elektronami warstwy luminoforu, którą pokryta jest anoda (wystąpienie zjawiska katodoluminescencji), emitowane jest światło, wyświetlające konkretne informacje, w postaci cyfr, liter i znaków.
W niektórych rozwiązaniach (ang. front luminous VFD) siatki i katody znajdują się pod warstwą widoczną z zewnątrz.
Typowy wyświetlacz jest multipleksowany: siatki sterujące są włączane kolejno, a w tym samym czasie podawane jest napięcie na odpowiednie anody. Dzięki multipleksowaniu anody znajdujące się pod różnymi siatkami (przykładowo: poszczególne elementy pola siedmiosegmentowego) mogą być połączone ze sobą i wyprowadzone na zewnątrz pojedynczym przewodem, a to zmniejsza wymaganą liczbę wyprowadzeń lampy.

## Zastosowanie

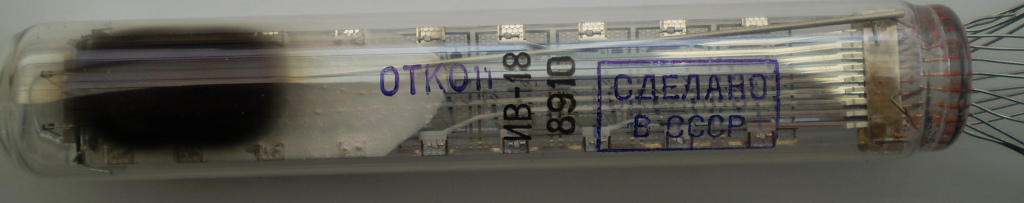
Tył wyświetlacza ИВ-18

Wyświetlacze VFD są stosowane w magnetowidach, odtwarzaczach DVD, stacjonarnym i samochodowym sprzęcie audio, urządzeniach RTV, kasach fiskalnych, sprzęcie AGD. Były montowane w kalkulatorach (również w ręcznych) i w przenośnych grach elektronicznych.

## Wady i zalety
Główne zalety wyświetlaczy fluorescencyjnych to:
- wysoki kontrast i ostrość wyświetlanych znaków, co przyczynia się do wysokiej czytelności
- łatwość uzyskania różnych kolorów świecenia w tym samym wyświetlaczu (różne składy chemiczne luminoforów)
- barwa światła wytwarzanego przez luminofor jest uznawana za przyjemniejsza dla oka niż barwy wyświetlaczy LED czy LCD
- duża dowolność w wyborze kształtów wyświetlanych znaków
- wyświetlacz (w przeciwieństwie do LCD) sam wytwarza światło, przez co nie wymaga podświetlenia aby był widoczny w ciemności

Wady:
- stosunkowo duże zużycie energii, w szczególności w porównaniu z wyświetlaczami ciekłokrystalicznymi LCD
- wrażliwość na uszkodzenia mechaniczne
- napięcie zasilania anod i siatek rzędu +30 do +60 V uniemożliwia sterowanie wyświetlaczami przez standardowe układy cyfrowe
- ograniczony rozmiar wyświetlacza ze względu na obecność próżni wewnątrz bańki